# Hanuman
Hanuman (Sanskrit हनुमान, hanumāna) je v hinduizmu vanara, ki je pomagal Rami pri reševanju njegove žene Site iz rok rakšaskega kralja Ravana. Bolje je znan kot sin Vaju deva, boga vetra. Včasih je upodobljen kot opica.